# Воронцов, Михаил Семёнович
Граф (с рождения), князь (с 6 августа 1845), светлейший князь (с 30 марта 1852) Михаи́л Семёнович Воронцо́в (18 (29) мая или 19 (30) мая 1782 — 6 (18) ноября или 7 (19) ноября 1856) — русский государственный и военный деятель из рода Воронцовых, генерал-фельдмаршал (26 августа 1856), генерал-адъютант (30 августа 1815), камергер (8 сентября 1798). Герой Отечественной войны 1812 года. В 1815—1818 годах — командир русского оккупационного корпуса во Франции. В 1823—1844 годах — Наместник Его Величества в Бессарабии, Новороссийский и Бессарабский генерал-губернатор; в этой должности много способствовал хозяйственному развитию края, строительству Одессы и других городов. Заказчик и первый хозяин Алупкинского (Воронцовского) дворца в Крыму. В 1844—1854 годах — Наместник Его Величества на Кавказе. Один из наиболее выдающихся администраторов новых владений Российской империи, входивший в круг приближенных к императору Николаю I сановников.

## Биография
Сын графа Семёна Романовича Воронцова, генерала от инфантерии, посла Российской империи в Лондоне (1784—1806), и Екатерины Алексеевны Воронцовой, урождённой Сенявиной. Крестник императрицы Екатерины II.

### Первые годы
Граф Михаил Воронцов родился 19 (30) мая 1782 года в Санкт-Петербурге, детство и молодость провёл при отце, Семёне Романовиче, в Лондоне, где получил блестящее домашнее образование. Ещё грудным ребёнком записанный в бомбардир-капралы лейб-гвардии Преображенского полка, он уже 4 лет от роду произведён в прапорщики.
На действительной службе с 1798 года, когда в чине прапорщика был определён в камергеры высочайшего двора. Военную службу начал в октябре 1801 года поручиком лейб-гвардии Преображенского полка. В 1803 году по собственной просьбе был прикомандирован к кавказским войскам, во главе которых стоял князь Павел Дмитриевич Цицианов. Участвовал в русско-персидской войне 1804—1813 годов и в боевых действиях против горцев, состоя при главнокомандующем П. Д. Цицианове. 3 января 1804 года участвовал в штурме Гянджи. 15 января того же года едва не погиб во время неудачной экспедиции Гулякова в Закатальское ущелье.

28 августа 1804 года награждён орденом Святого Георгия 4-го класса № 650:
За отличное мужество и храбрость, оказанные во время осады крепости Эривани при отбитии неоднократных вылазок персиян.
 В 1805 году вернулся в Преображенский полк в чине капитана.
В сентябре 1805 года в должности бригад-майора был отправлен в шведскую Померанию с десантными войсками генерал-лейтенанта Петра Александровича Толстого и был при блокаде крепости Гамельн.
В кампанию 1806 года находился в сражении под Пултуском, за отличия произведён в полковники.
В кампанию 1807 года, командуя 1-м батальоном Преображенского полка, участвовал в битве под Фридландом.
В 1809 году Воронцов, назначенный командиром Нарвского пехотного полка, отправился в Дунайскую армию на фронт русско-турецкой войны. Участвовал в штурме крепости Базарджик, за отличие в котором произведён в генерал-майоры. В 1810 году участвовал в сражении под Шумлой, затем был послан с особым отрядом на Балканы, где занял города Плевна, Ловеч и Сельви. В кампанию 1811 года Воронцов участвовал в сражении под Рущуком, в 4 делах под Калафатом и в удачном деле под Видином.

10 марта 1812 года награждён орденом Святого Георгия 3-го класса № 228:
В воздаяние отличных подвигов мужества и храбрости, оказанных при поражении турецких войск в сражении при Виддине 19-го октября.

### Отечественная война и заграничный поход
В Отечественную войну 1812 года Воронцов находился сначала при 2-й Западной армии князя Петра Ивановича Багратиона, принимал участие в сражении под Смоленском.

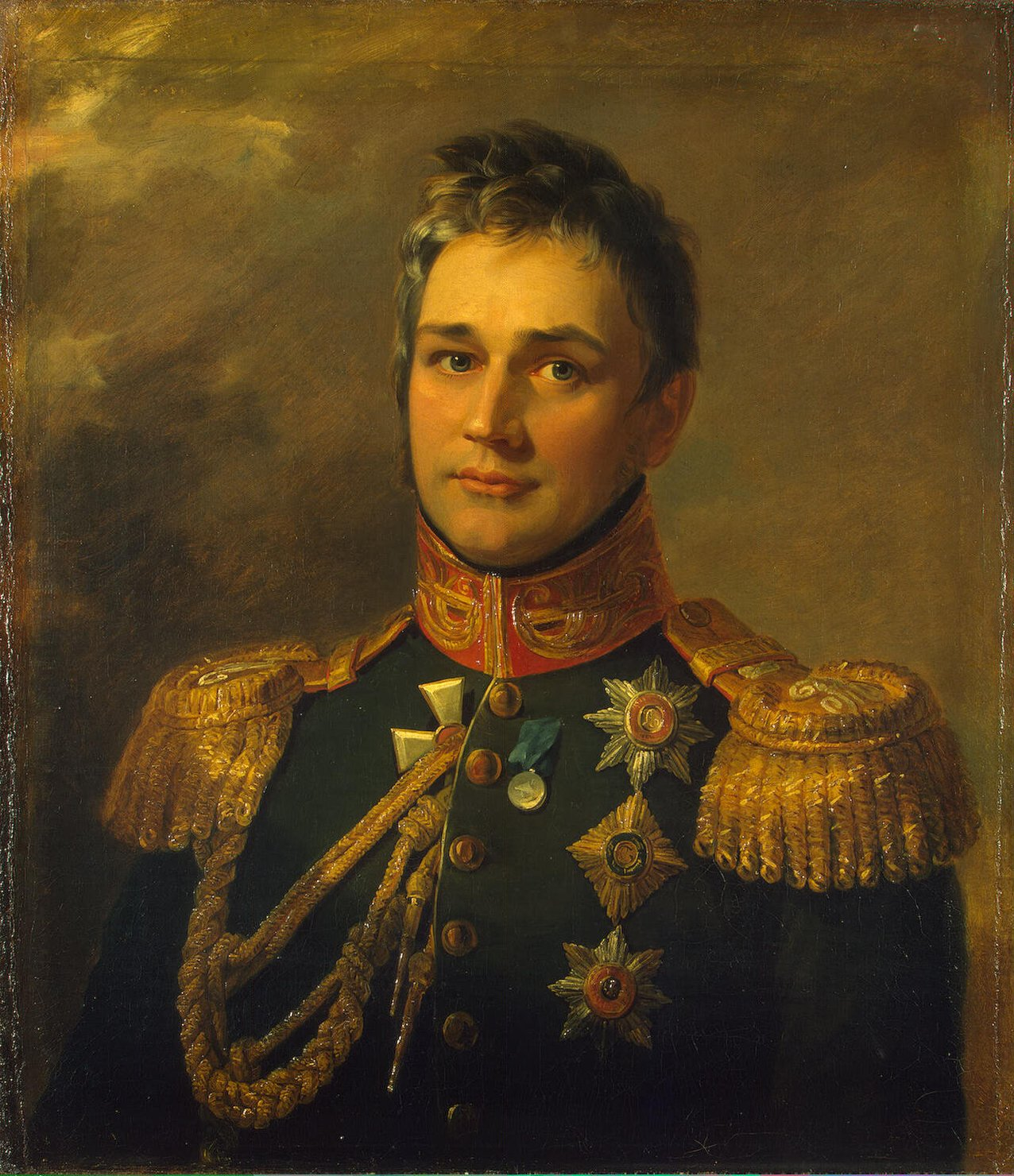
Портрет Михаила Семёновича Воронцова работы Джорджа Доу. Военная галерея Зимнего дворца, Государственный Эрмитаж (Санкт-Петербург)

В битве под Бородином Воронцов командовал 2-й сводно-гренадерской дивизией, состоявшей из элитных полков пехоты (гренадер). Дивизия на протяжении всего боя находилась на Багратионовых флешах, а значит, на главном направлении атаки французов. Наступающие французские части постоянно сменяли друг друга, их атаки перемежались сильным огнём артиллерии. Несмотря на огромные потери (к концу боя в строю оставалось 300 человек из 4 тысяч), дивизия генерала графа Воронцова удерживала определённую ей позицию до самой последней возможности. Сам граф Воронцов, находясь во главе дивизии, получил рану штыком в рукопашном бою и после боя выехал в тыл на лечение.
Отправляясь на излечение в своё имение Андреевское в Покровском уезде Владимирской губернии, Воронцов отказался от эвакуации имущества из своего богатейшего дома на Немецкой улице в Москве, для чего из деревни было прислано 200 подвод. Он приказал вывезти на этих подводах раненых в Андреевское, там были размещены спасённые таким образом около 50 раненых генералов и офицеров и более 300 нижних чинов. Граф взял на себя расходы на раненых, которые достигали 800 рублей ежедневно. После выздоровления каждый солдат, перед отправкой в действующую армию, снабжался одеждой и 10 рублями.
Едва поправившись, Воронцов вернулся в строй и был назначен в армию Чичагова, причём ему был вверен отдельный летучий отряд. Участвовал во взятии Познани, осадах Кюстрина и Магдебурга. В феврале 1813 года пожалован в чин генерал-лейтенанта. Во время перемирия (летом 1813 года) он был переведён в Северную армию Бернадота; по возобновлении военных действий находился в сражении под Денневицем и в «битве народов» под Лейпцигом.

В кампанию 1814 года Воронцов в сражении при Краоне блистательно выдержал сражение против самого Наполеона. Награждён 23 февраля 1814 года орденом Святого Георгия 2-го класса № 64:
За отличие в сражении при Краоне.
 В Парижском сражении, командуя особым отрядом, с боями занял предместье Ла-Вилетт.

### Командование оккупационным корпусом во Франции
В 1815—1818 годах Воронцов командовал 36-тысячным русским оккупационным корпусом во Франции.

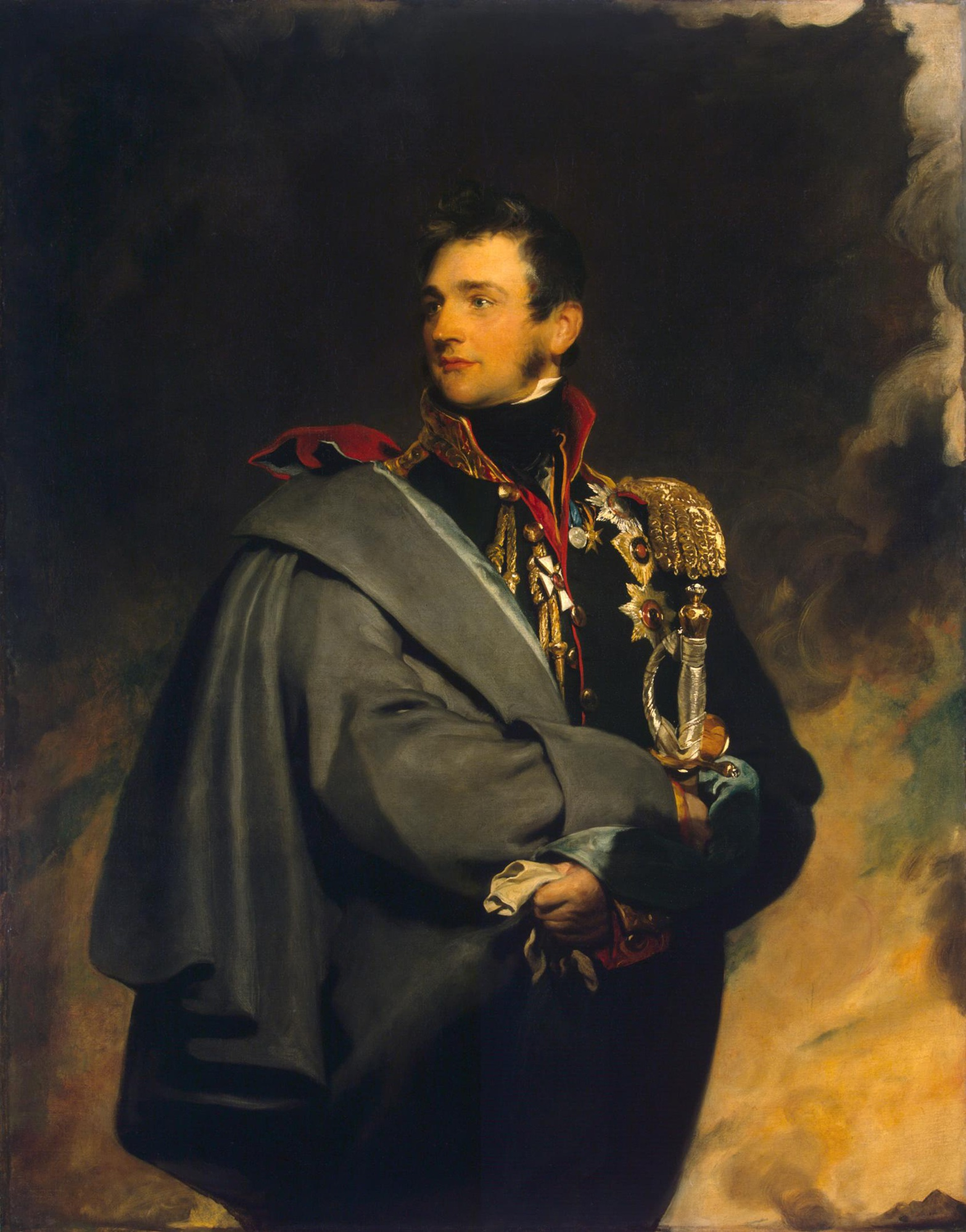
Т. Лоуренс. Портрет графа Михаила Семеновича Воронцова. 1821

В корпусе был введён определённый свод правил, составленный лично Воронцовым, ограничивавший применение телесных наказаний для солдат. Примечательно его мнение об ограничении телесных наказаний:

Так как солдат, который никогда ещё палками наказан не был, гораздо способнее к чувствам амбиции достойным настоящаго воина и сына Отечества, и скорее можно ожидать от него хорошую службу и пример другим…
Во всех подразделениях корпуса по приказу Воронцова были организованы ланкастерские школы для солдат и младших офицеров. Также граф отладил регулярность присылки в корпус корреспонденции из России.
Перед выводом оккупационного корпуса Воронцов собрал сведения о долгах офицеров и солдат местным жителям и заплатил все долги, сумма которых составляла около 1,5 миллиона рублей, из собственных средств. Чтобы расплатиться c французскими кредиторами, был вынужден продать имение Круглое, полученное по наследству от родной тётки — княгини Екатерины Дашковой.
В 1819 году городским магистратом Парижа графу М. С. Воронцову была вручена золочёная ваза работы мастера чеканки Мартина Гильома Бьенне, выполненная в стиле ампир, ваза украшена гербом рода Воронцовых; в настоящее время ваза экспонируется в Оружейной палате (зал 5, витрина 42).

### Международные связи
В 1818 году представлял Россию на Ахенском конгрессе.
В 1819 году одновременно с Петром Михайловичем Волконским получил Большой Крест английского Ордена Бани.

### Генерал-губернатор Новороссии
Возвратясь в Россию, Воронцов командовал 3-м пехотным корпусом, а 19 мая 1823 года назначен новороссийским генерал-губернатором и полномочным наместником Бессарабской области. Наполовину девственный Новороссийский край ждал лишь искусной руки для развития в нём земледельческой и промышленной деятельности. Воронцову обязаны: Одесса — небывалым дотоле расширением своего торгового значения и увеличением благосостояния; Крым — развитием и усовершенствованием виноделия, устройством великолепного дворца в Алупке и превосходного шоссе, окаймляющего южный берег полуострова, разведением и умножением разных видов хлебных и других полезных растений, равно как и первыми опытами лесоводства. По его почину учреждено в Одессе Общество сельского хозяйства Южной России, в трудах которого сам Воронцов принимал деятельное участие. Многим обязана ему и одна из важнейших отраслей новороссийской промышленности — разведение тонкорунных овец. При нём же в 1828 году получило начало пароходство по Чёрному морю. 29 декабря 1826 года Воронцов был избран в почётные члены Императорской академии наук.

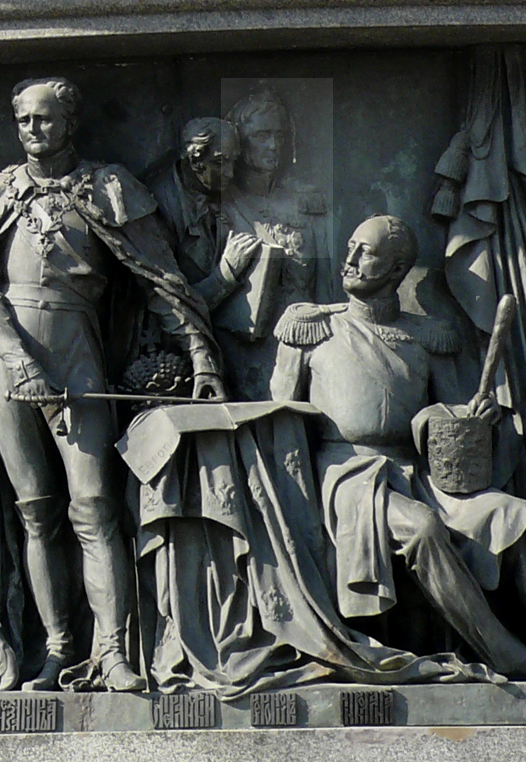
М. С. Воронцов на Памятнике «1000-летие России» в Великом Новгороде

24 мая 1826 года назначен членом Государственного совета. В том же году был членом Верховного уголовного суда по делу декабристов.
Вместе с Александром Рибопьером был послан в Аккерман для переговоров с турецкими уполномоченными по поводу возникших между Россией и Портой несогласий. 25 сентября 1826 года подписал Аккерманскую конвенцию.

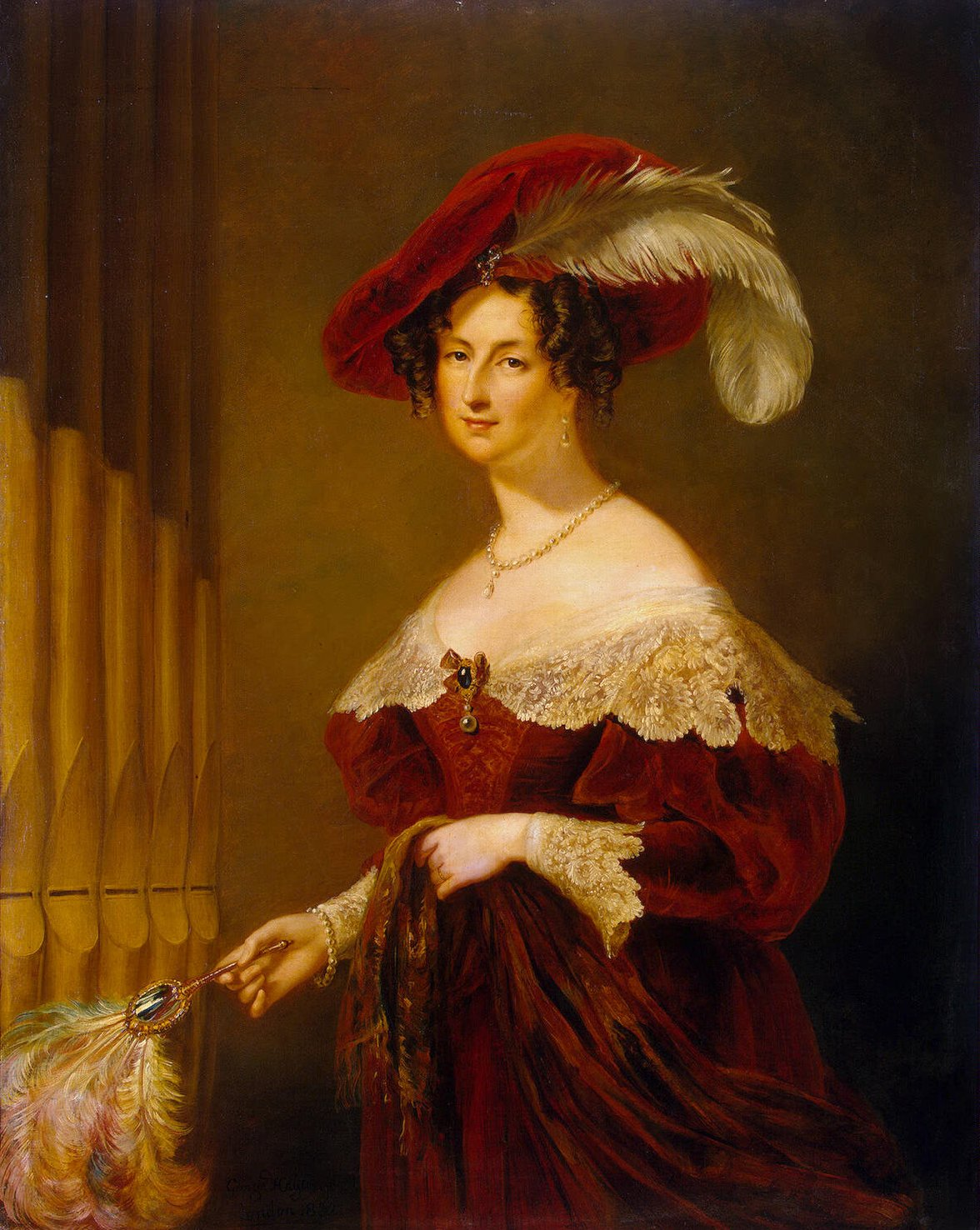
Елизавета Ксаверьевна Воронцова (урождённая Браницкая)

В 1828 году он принял, вместо раненого князя Меншикова, начальство над войсками, осаждавшими крепость Варна. 17 августа Воронцов прибыл к месту назначения, а 28 сентября крепость сдалась. В кампанию 1829 года, благодаря содействию Воронцова, войска, действовавшие в Турции, безостановочно получали необходимые запасы. Чума, занесённая из Турции, не проникла в глубь Российской империи во многом благодаря энергичным мерам Воронцова.
Во время губернаторства графа Воронцова в Кишинёве, а затем на его глазах в Одессе находился в ссылке (1820—1824) Александр Пушкин. Отношения с Воронцовым у него сразу не заладились; губернатор рассматривал ссыльного поэта прежде всего как чиновника, давал ему поручения, казавшиеся тому оскорбительными, главное же — его жена Елизавета Ксаверьевна, урождённая графиня Браницкая, завязала с Пушкиным поверхностный роман для прикрытия своих реальных любовных отношений, чем сильно подпортила Пушкину жизнь, так как граф стал объектом многочисленных едких, хотя не во всём справедливых эпиграмм Пушкина: «Полу-милорд, полу-купец…», «Певец Давид хоть ростом мал…», «Сказали раз царю, что наконец…», «Не знаю где, но не у нас…». Пушкин высмеивает в них гордость, сервильность (с его точки зрения) и англоманию губернатора.
Другие литераторы того времени — Александр Грибоедов, Густав Олизар, Павел Свиньин и прочие — во время поездок по Крыму посещали гостеприимный дом Воронцова в Гурзуфе, которым граф, постоянно живший в Одессе и бывавший на полуострове лишь наездами, владел до 1834 года. Граф радушно встречал творческих гостей и в своём доме в Санкт-Петербурге на Малой Морской; один из которых — Гавриил Гераков, характеризовавший Воронцова как «друга редкого», умер прямо в нём 2 июня 1838 года.
Воронцов покровительствует архитекторам Францем Боффо и Георгием Торичелли, привлекает их к крупным казённым заказам, развернув общественное строительство по всей губернии. Они построили такие шедевры, как Потёмкинская лестница (1837—1841) и купеческая биржа на Приморском бульваре в Одессе, Каменная лестница в Таганроге, храм Святого Иоанна Златоуста в Ялте (1837), храм во имя всех Крымских Святых и святого великомученика Феодора Стратилата в Алуште (1842) и множество других общественных зданий.
Как частное лицо он заказывает дворцы в Одессе и в поместье Алупка. Пригласив в Алупку на 25 лет садовника Карла Кебаха и содействуя работе ботаника Христиана Стевена в Никитском ботаническом саду, заложил основы садово-паркового искусства на Южном берегу Крыма.

### Наместник Его Величества на Кавказе
В 1844 году Воронцов был назначен главнокомандующим войсками на Кавказе и наместником кавказским с неограниченными полномочиями и оставлением в прежних должностях. Прибыв в Тифлис 25 марта 1845 года, он вскоре отправился на левый фланг Кавказской линии для принятия начальства над войсками, готовившимися к походу против Шамиля. После занятия Анди, сопряжённого с величайшими затруднениями, войска, под личным предводительством Воронцова, двинулись к временной резиденции Шамиля — аулу Дарго. Овладение этим пунктом и в особенности дальнейшее движение через непроходимые леса сопровождались большими опасностями и огромными потерями. «Даргинская» экспедиция, по сути, не достигла цели, так как Шамиль благополучно ушёл из аула, а само селение было сожжено до подхода русских войск. Шедший на соединение с отрядом Воронцова обоз подвергся нападению горцев и был частично захвачен («Сухарная» экспедиция). Отступление из Дарго также сопровождалось потерями. Вот как отозвался о тех событиях очевидец писатель Арнольд Львович Зиссерман: 

Какое впечатление произвел исход всей большой экспедиции 1845 года на наши войска, на преданное нам христианское население Закавказья и на враждебное мусульманское, может себе всякий представить. О торжестве Шамиля и горцев нечего и говорить. Таким образом, повторяю, не будь это граф Воронцов, пользовавшийся большим доверием и уважением государя Николая Павловича и стоявший выше влияния интриг даже могущественного Чернышёва, вероятно с окончанием экспедиции окончилась бы и его кавказская карьера…

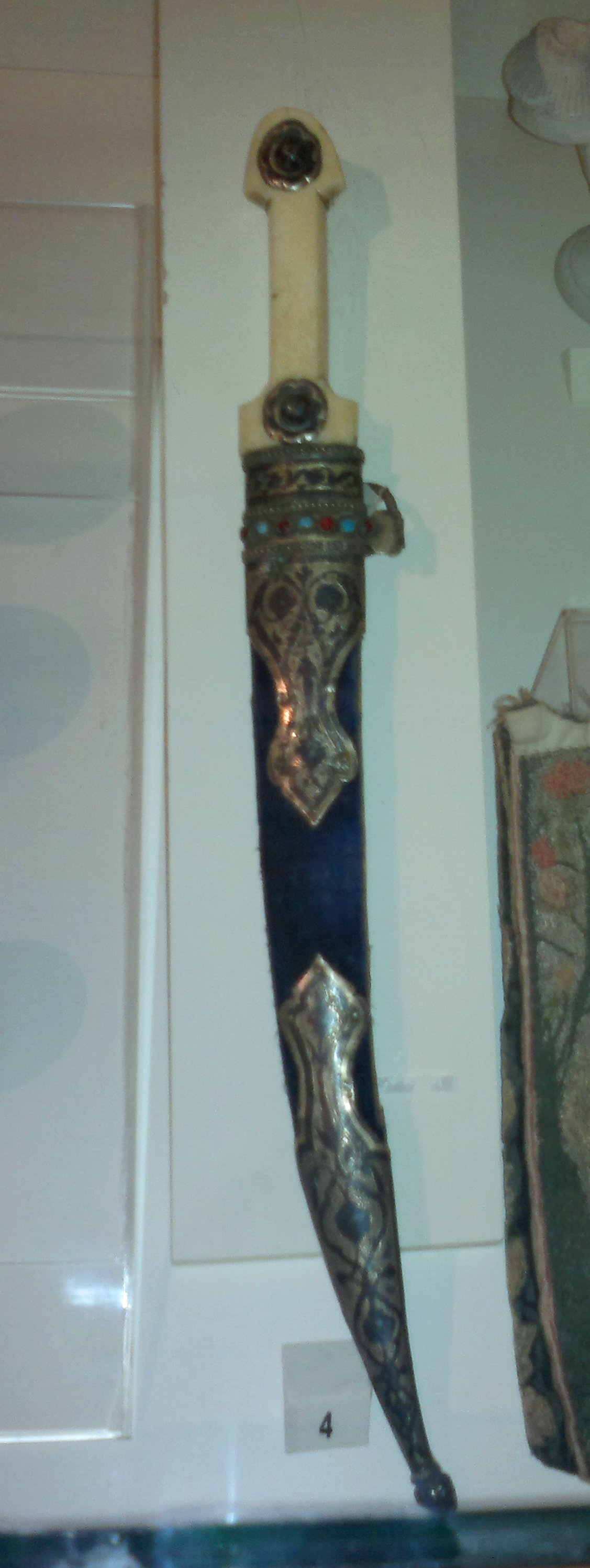
Принадлежавший Михаилу Воронцову кинжал в Музее истории Азербайджана в Баку

Однако, несмотря на провал, за поход к Дарго именным Высочайшим указом, от 6 августа 1845 года, наместник кавказский, генерал-адъютант, граф Михаил Семёнович Воронцов был возведён, с нисходящим его потомством, в княжеское достоинство Российской империи.
В 1848 году были взяты две твердыни Дагестана, аулы Гергебиль и Салты. В кровопролитном Салтинском сражении Воронцовым был блокирован и разбит крупный отряд горцев наиба Идриса. В том же году стараниями Воронцова и по его инициативе:
- основан Кавказский учебный округ[17],
- основан портовый город Ейск.

Именным Высочайшим указом, от 30 марта 1852 года, наместнику кавказскому, генерал-адъютанту, генералу от инфантерии, князю Михаилу Семёновичу Воронцову присвоен, с нисходящим потомством, титул светлости.

### Воронцов — библиофил

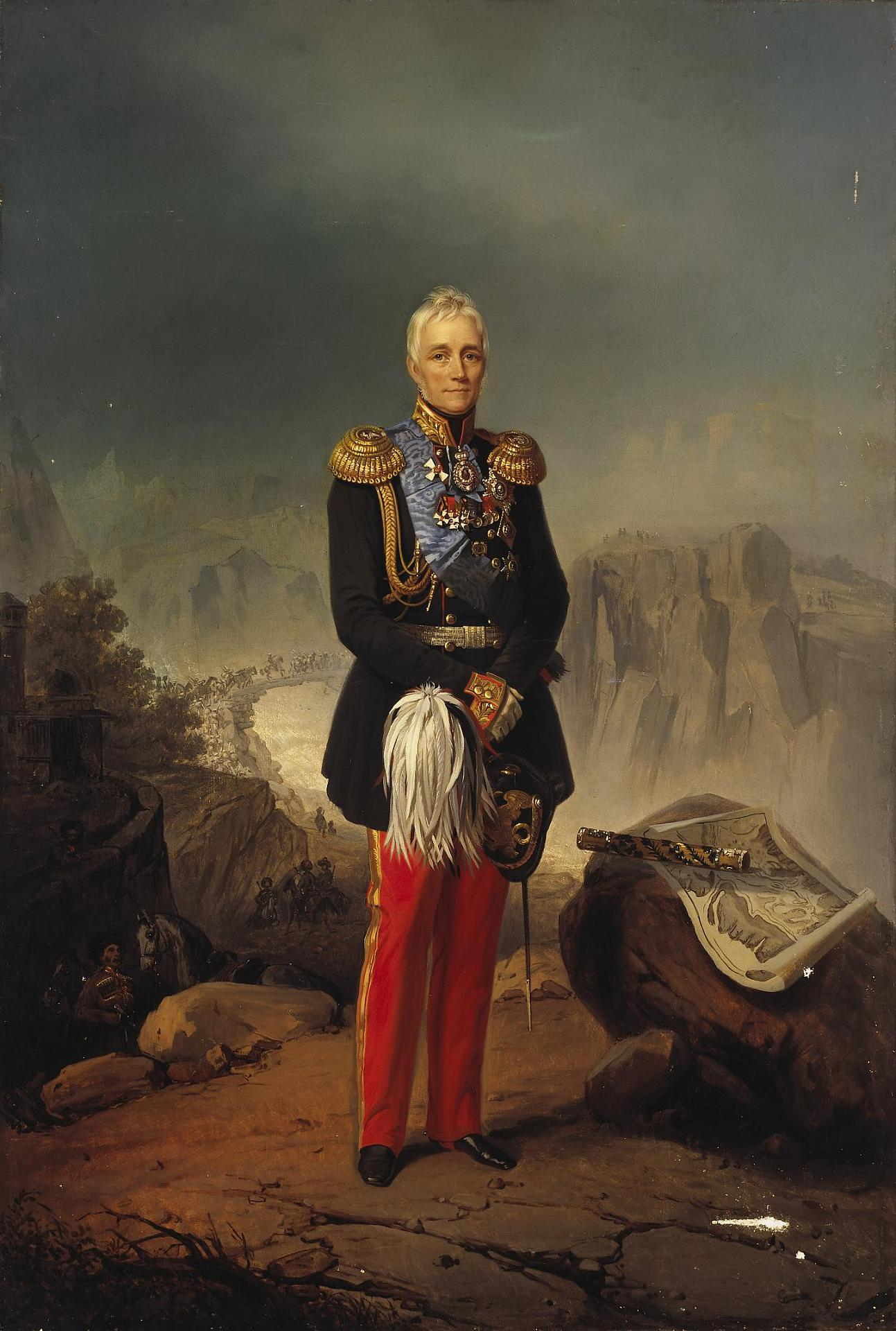
Портрет графа Михаила Семёновича Воронцова (художник Егор Иванович Ботман)

Собирать книги начал ещё его отец, Семён Романович, и брат отца, Александр Романович. Составление книжных собраний требовало определённой культуры, свободы в средствах, возможности передвижения по стране и за границей. Всем этим Воронцовы располагали в избытке: их состояние было одним из крупнейших в России, Семён Романович постоянно жил в Англии, Александр Романович также служил по дипломатической линии. Их книжные собрания были типичными для книжных собраний XVIII века, когда духовная жизнь Европы формировалась под сильным влиянием идей французского Просвещения. Основу библиотек составляли произведения Вольтера, Жан-Жака Руссо, Шарля Монтескьё; уделялось внимание и древностям, рукописям. Михаил Семёнович Воронцов унаследовал значительную часть коллекций своих родственников, в том числе и тётки, Екатерины Романовны Дашковой. Сам же Михаил Семёнович занимался собирательством книг с юности и не оставлял этого занятия в 1810-х годах, когда находился в Париже во главе экспедиционного корпуса.
Книжных собраний у М. С. Воронцова было несколько — и в России, и за границей. Судьба тифлисской библиотеки окончательно не выяснена, одесское собрание по воле наследников было передано местному университету, петербургская коллекция перешла к сыну, Семёну Михайловичу, после смерти которого распродавалась через магазин Василия Ивановича Клочкова, и лишь алупкинская библиотека сохранилась, частично, в собственном интерьере дворца-музея.

### Последние годы
В начале 1853 года Воронцов, чувствуя приближение слепоты и крайний упадок сил, просил государя уволить его от должности и 25 марта оставил Тифлис. Ему воздвигнуты памятники в Тифлисе (на средства, собранные от добровольных пожертвований населения города), Одессе и Бердянске.
В день коронации императора Александра II 26 августа 1856 года (была 44-я годовщина Бородинской битвы) Воронцов был пожалован чином генерал-фельдмаршала.
Воронцов скончался 6 ноября 1856 года в Одессе. На долгие годы сохранились среди русских солдат на Кавказе рассказы о простоте и доступности императорского наместника. После смерти светлейшего князя там возникла поговорка: «До Бога высоко, до царя далеко, а Воронцов умер».
Похоронен в Одессе в нижнем храме Спасо-Преображенского собора.

## Память
- В 1849 году в честь М. С. Воронцова были названы в Таганроге Восточная набережная (название «Воронцовская набережная» просуществовало до 1924 года, ныне — Пушкинская)[21] и Азовский спуск (переименован в 1920 году, ныне — Комсомольский)[22].
- В 1863 году в Одессе был сооружён памятник М. С. Воронцову.
- В 1867 году в Тифлисе на Воронцовской площади был открыт памятник М. С. Воронцову. Снесён в 1922 году.
- В повести Л. Н. Толстого «Хаджи-Мурат» граф Воронцов выведен в качестве лукавого, многоопытного царедворца[23].
- В августе 1998 года в Ейске на привокзальной площади был открыт бронзовый бюст М. С. Воронцова.
- 16 августа 2008 года в Ейске у городского стадиона был открыт бронзовый памятник М. С. Воронцову.
- 17 сентября 2010 года в Бердянске на пересечении проспекта Азовского и улицы Университетской был открыт бронзовый памятник отцу-основателю М. С. Воронцову.
- В 2010 г. имя «Князь Воронцов» получил речной пассажирский дизель-электроход проекта 785.[24]
- В 2013 г с верфи «Dream Ship Victory» Валерия Степаненко была спущена на воду крупнейшая в мире трёхмачтовая супер-яхта «Михаил Воронцов».

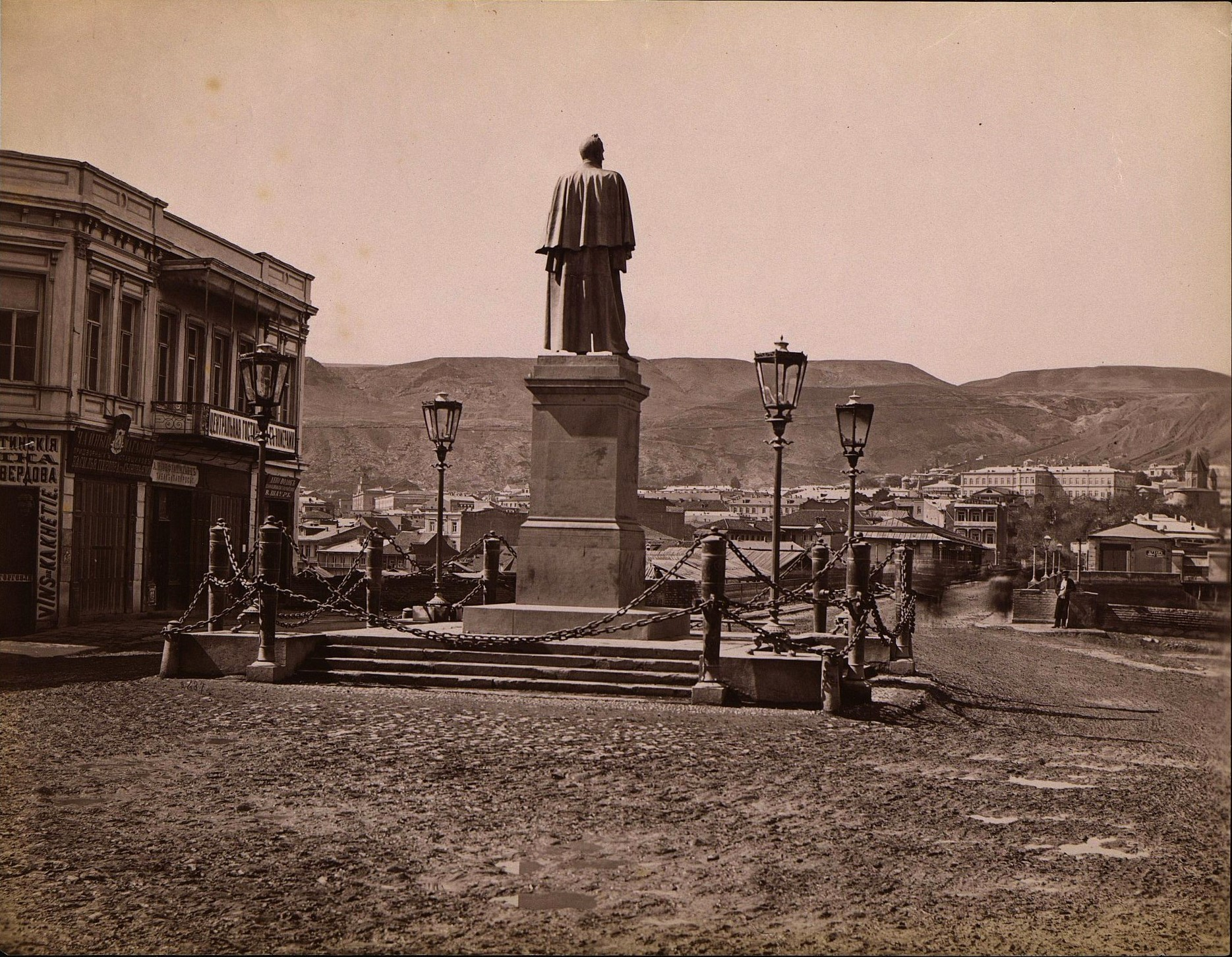
Тифлис. Памятник князю М. С. Воронцову. Фото 1890-х гг.
Памятник М. С. Воронцову в городе Ейске

## Военные чины
- Записан бомбардир-капралом гвардии (1786)
- Прапорщик гвардии (1786)
- Поручик гвардии (02.10.1801)
- Капитан гвардии (24.08.1804)
- Полковник (12.01.1807)
- Генерал-майор (14.06.1810)
- Генерал-лейтенант (08.02.1813)
- Генерал-адъютант (30.08.1815)
- Генерал от инфантерии (29.03.1825)
- Генерал-фельдмаршал (26.08.1856)

В службе:

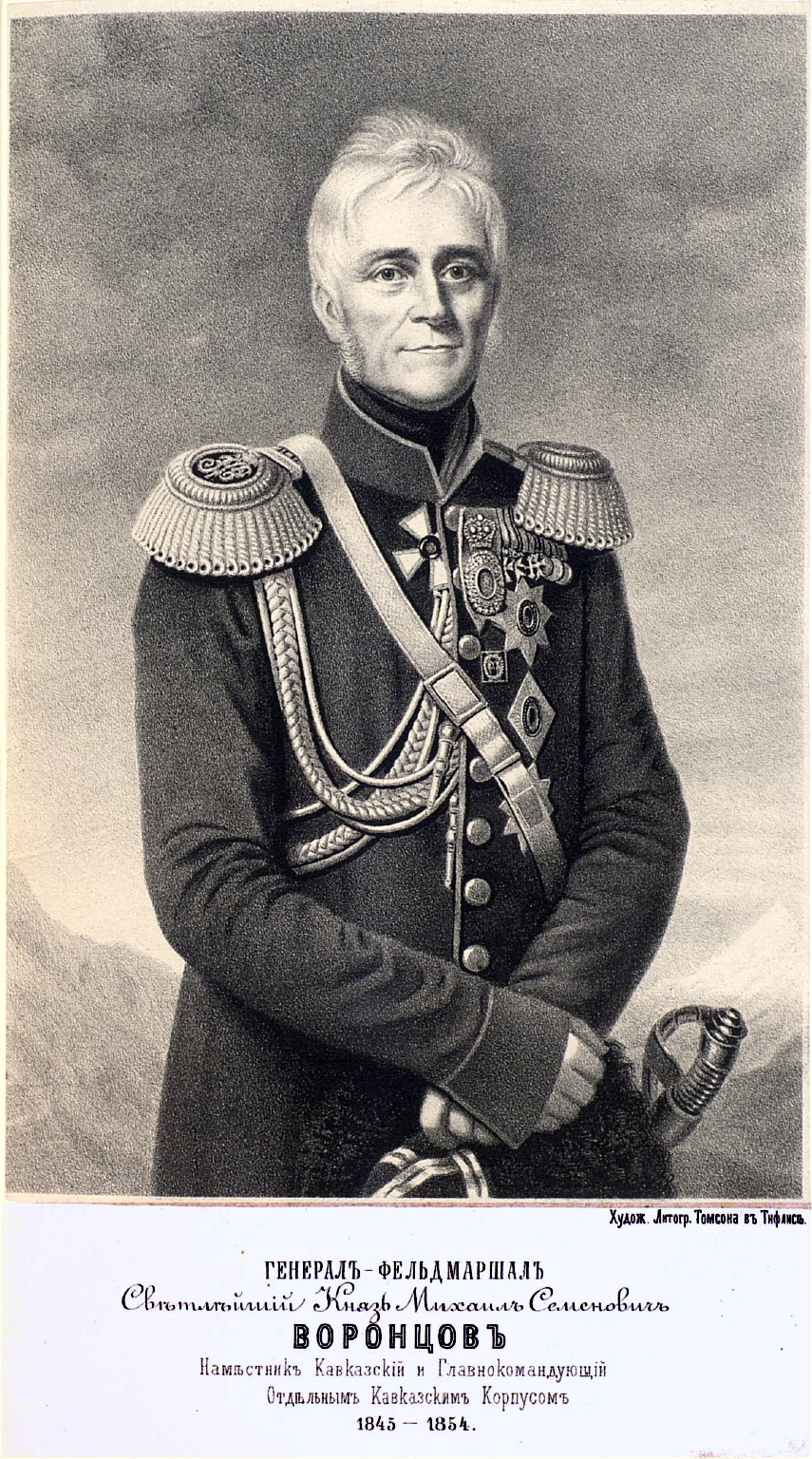

- 20 октября 1786 года — в службу вступил малолетним бомбардиром; капралом и прапорщиком, в Преображенский лейб-гвардии полк, 4 лет от роду;
- 8 сентября 1798 года — пожалован действительным камергером ко Двору Его Императорского Величества;
- 2 октября 1801 года — определён поручиком в л.-гв. Преображенский полк, с оставлением в прежнем звании;
- 24 августа 1804 года — за отличие в Персии произведён в капитаны;
- 12 января 1807 года — за отличие под Пултуском — в полковники;
- 30 сентября 1809 года — назначен командиром Нарвского пехотного полка (впоследствии — Егерский);
- 14 июня 1810 года — за отличие в сражениях с турками произведён в генерал-майоры;
- 1812 год — назначен командиром сводной гренадерской дивизии 2-й Западной армии;
- 8 февраля 1813 года — за отличие при взятии Познани произведён в генерал-лейтенанты;
- 1814 год — назначен командиром 12-й пехотной дивизии;
- 30 сентября 1815 года — пожалован в генерал-адъютанты;
- 1815 год — назначен командиром отдельного оккупационного корпуса во Франции;
- 1818 год — вновь назначен командиром 12-й пехотной дивизии;
- 29 февраля 1820 года — назначен командиром 3-го пехотного корпуса;
- 7 мая 1823 года — новороссийским и бессарабским генерал-губернатором;
- 29 марта 1825 года — за служебные отличия произведен в генералы от инфантерии;
- 24 мая 1826 года — назначен членом Государственного совета;
- 29 марта 1836 года — шефом Нарвского егерского полка;
- 27 декабря 1844 года — главнокомандующим отдельным Кавказским корпусом и наместником Кавказским;
- 8 июня 1845 года — шефом Куринского егерского полка, коему велено именоваться впредь егерским князя Воронцова полком;
- 2 октября 1850 года — зачислен в списки л.-гв. Преображенского полка;
- 30 марта 1852 года — награждён титулом «светлейший», с нисходящим его потомством;
- 24 октября 1854 года — уволен от должностей: главнокомандующего отдельным Кавказским корпусом, наместника Кавказского, Новороссийского и Бессарабского генерал-губернатора, с оставлением в звании генерал-адъютанта и члена Государственного и Военного советов;
- 26 сентября 1856 года — за заслуги Престолу и Отечеству произведён в генерал-фельдмаршалы.

В походах был:
- с 1803 по 1805 годы — в Грузии, при главнокомандующем князе Цицианове, находился при блокаде кр. Ганжи и при взятии её, потом был в сражении с лезгинами на Алазани 1 (13) января 1804 года; за уничтожение лагеря сына персидского шаха, 15 июля, награждён орденом Св. Георгия 4 ст., 28 августа (9 сентября) 1804 г.;
- в 1806 году — в ноябре, был в Пруссии, в Грауденце, и находился при отступлении прусского короля до Остерроде, потом был послан в армию генерала Беннигсена и участвовал в сражениях с французами: 29 ноября, под Модлином и 14 декабря, под Пултуском, за что произведён в полковники;
- в 1807 году — командуя 1 батальоном л.-гв. Преображенского полка, 24 и 25 мая, участвовал в сражении под Гутштадтом, на р. Пассарге; 29 — под Гейльсбергом и 2 июня, под Фридландом;
- в 1809 году — назначен командиром Нарвского пехотного полка и находился в Молдавии, Валахии и Бессарабии, за Дунаем, под командою князя Багратиона;
- в 1810 году — вторично за Дунаем, в корпусе графа Каменского 1, при штурме Базарджика, за что произведён в генерал-майоры;
- в 1811 году — оставался за Дунаем, под командою генерала от инфантерии Кутузова, и за сражение, 20 и 21 июня, под Рущуком, получил золотую шпагу, с брильянтами и надписью «за храбрость»; за сражение, 9 октября, с турками под Видином получил орден Св. Георгия 3 ст., 10 (22) марта 1812 года;
- в 1812 году — в марте, явился во 2-ю Западную армию, под командой князя Багратиона, на Волыни и назначен дивизионным командиром сводной гренадерской дивизии 2 армии, с которой был от начала Отечественной войны, при отступлении в арьергарде; 4 августа, участвовал в сражении под Смоленском; 26 — под Бородиным, при чём пулею был ранен в левую ляжку и награждён алмазными знаками к ордену Св. Анны I ст.; по выздоровлении, явился в армию близ Вильны и был назначен в армию адмирала Чичагова;
- в 1813 году — 3 января, перешёл Вислу; 7 января, участвовал в сражении под Бромбергом и занял его; 29 — разбил польский отряд у Рогозны; 1 февраля, занял г. Познань; с 29 февраля по 2 апреля, блокировал кр. Кюстрин; 26 мая, имел дело с французами под Лейпцигом; во время перемирия назначен в армию шведского кронпринца и 11 августа, был в бою при Рульсдорфе; 16 — командуя авангардом, участвовал в сражении под Ютербоком; 22 — у д. Шмилькендорф; 24 и 25 — под Виттенбергом и Денневицем; в сентябре, устроил переправу на р. Эльбе и укрепил г. Ахен; 6 октября, был в генеральном сражении при Лейпциге и 7 — при взятии его, за что награждён орденом Св. Александра Невского;
- в 1814 году — во Франции: 19 февраля, был при взятии г. Суассона, а 23 — командовал корпусом против всей французской армии, под командою императора Наполеона, у Краона, за что получил орден Св. Георгия 2 ст., большого креста, 23 февраля 1814 года; 25 и 26 — участвовал в сражении под Лаоном; 18 марта, командуя корпусом, взял предместье Парижа Лавилет, с 12 орудиями;
- в 1815 году — при открытии военных действий, вступил во Францию; на смотру при Вертю назначен генерал-адъютантом к Его Величеству и командиром отдельного корпуса, оставшегося во Франции до 1818 года, и получил орден Св. Владимира 1 ст.;
- в 1823 году — 7 мая, назначен Новороссийским генерал-губернатором и полномочным наместником Бессарабской области;
- в 1825 году — произведён в генералы от инфантерии;
- в 1828 году — в августе, назначен командиром отдельного отряда, осаждавшего Варну, и за взятие этой крепости получил золотую шпагу, с брильянтами и надписью «За взятие Варны» 29 октября;
- в 1829 году — пожалован орденом Св. Андрея Первозванного, к коему алмазные знаки получил 30 августа 1834 года;
- в 1845 году — лично начальствовал над войсками отдельного Кавказского и 5-го пехотного корпусов для покорения Андии и взятия с. Дарго, главной резиденции Шамиля, за что возведён в княжеское достоинство 6 августа 1845 года.

Высочайшим приказом 10 ноября 1856 года исключён из списков умершим (умер 6 ноября 1856 года).

## Награды
Российские:
- Орден Святой Анны 3-й степени (27.02.1804)
- Орден Святого Владимира 4-й степени с бантом (1804)
- Орден Святого Георгия 4-й степени (28.08.1804)
- Крест «За взятие Базарджика» (1810)
- Орден Святого Владимира 3-й степени (18.09.1810)
- Орден Святой Анны 1-й степени (14.11.1810)
- Золотая шпага «За храбрость», украшенная алмазами (24.09.1811)
- Орден Святого Владимира 2-й степени (16.02.1812)
- Алмазные знаки к Ордену Святой Анны 1-й степени (26.08.1812)
- Орден Святого Георгия 3-й степени (10.03.1812)
- Орден Святого Александра Невского (08.10.1813)
- Орден Святого Георгия 2-й степени (23.02.1814)
- Серебряная медаль «В память Отечественной войны 1812 года» (1814)
- Орден Святого Владимира 1-й степени (13.10.1818)
- Алмазные знаки к Ордену Святого Александра Невского (30.10.1826)
- Медаль «За взятие Парижа» (1826)
- Золотая шпага «за взятие Варны», украшенная алмазами (29.10.1828)
- Медаль «За турецкую войну» (01.01.1829)
- Орден Святого Андрея Первозванного (22.09.1829)
- Алмазные знаки к Ордену Святого Андрея Первозванного (30.08.1834)
- Золотая медаль «За прекращение чумы в Одессе» (1838)
- Знак отличия «За XXX лет беспорочной службы» (22.08.1839)
- Портрет императора Николая I, украшенный алмазами, для ношения в петлице (06.12.1848)
- Мечи к Ордену Святого Андрея Первозванного по праву присоединения (05.08.1855)[25]

Иностранные:
- Прусский Орден Красного орла 1-й степени (1813)
- Шведский Орден Меча, большой крест (1813)
- Австрийский Военный орден Марии Терезии, кавалер (1814)
- Гессен-Кассельский Орден «За военные заслуги» (1814)
- Французский Орден Святого Людовика 1-й степени (1818)
- Британский Орден Бани, рыцарь большого креста (1818)
- Ганноверский Королевский Гвельфский Орден, большой крест (1820)
- Сардинский Орден Святых Маврикия и Лазаря, большой крест (1834)
- Прусский Орден Чёрного орла (1838)
- Австрийский Королевский венгерский орден Святого Стефана, большой крест (1840)
- Шведский Орден Серафимов (05.08.1842)
- Греческий Орден Спасителя, большой крест (01.06.1843)
- Османский Орден Славы, украшенный алмазами (1845)
- Ангальтский Династический орден Альбрехта Медведя, большой крест (26.02.1851)[26]

## Могила Воронцовых

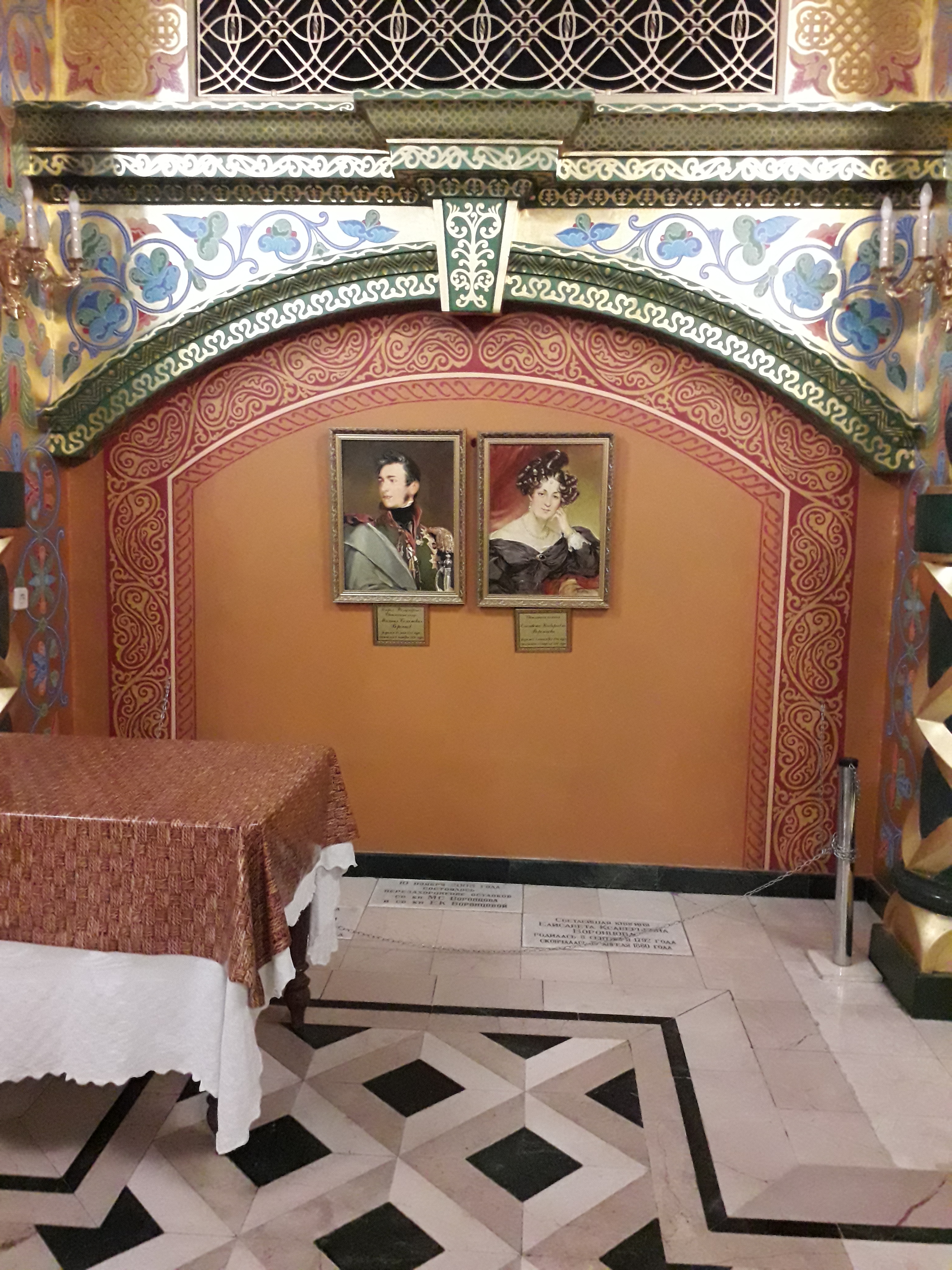
Могила М. С. Воронцова

Воронцов и его супруга, Елизавета Ксаверьевна Воронцова, скончавшаяся 15 (27) апреля 1880 года, в знак признания их заслуг перед Одессой, ввиду благочестивого образа жизни и многочисленных дел милосердия были с почестями похоронены в Спасо-Преображенском кафедральном соборе Одессы. Однако в 1936 году собор был разрушен большевиками, могила осквернена, а прах Воронцовых просто выброшен на улицу. При этом металлическая капсула с прахом князя была вскрыта, а драгоценное оружие и ордена похищены. После этого горожане тайно перезахоронили останки Воронцова на Слободском кладбище Одессы.

В 2005 году горсовет принял решение о перезахоронении праха Воронцовых в нижнем храме возрождённого Спасо-Преображенского собора. Своё благословение на перенос праха супругов Воронцовых со Слободского кладбища также дал митрополит Одесский и Измаильский Агафангел. Церемония перезахоронения состоялась 10 ноября 2005 года.
| |  |  |
| Церемония перезахоронения останков супругов Воронцовых в Одессе слева направо: траурное шествие; военный парад; памятник М. С. Воронцову |  |  |

## Семья
Дети
- Катерина (1820—1820)
- Александра (17.05.1821 — 22.09.1830)
- Александр (1822—1823)
- Семён (1823—1882) — женат с 1851 года на княжне Марии Васильевне Трубецкой (1819—1895), дочери князя Василия Сергеевича Трубецкого (1773—1841) и Софьи Андреевны Вейс (1795—1848), вдове А. Г. Столыпина. Так как брак был бездетен, на нём пресёкся род Воронцовых.
- София (1825—1879) — с 1844 года супруга графа Андрея Павловича Шувалова (1816—1876).
- Михаил — восприемник при крещении в 1849 году Марии Александровны Дебу (в замужестве Барч), дочери генерал-лейтенанта Александра Осиповича Дебу и Александры Михайловны Дебу (в девичестве Гаславской). Крещение проходило в Тифлисском Корпусном Николаевском Соборе[28].